# Wzrastanie
Wzrastanie – katolicki miesięcznik dla młodzieży ukazujący się od 1986. Początkowo był pismem Komisji Episkopatu ds. Młodzieży, obecnie zajmuje się nim Wydawnictwo „GOTÓW” Katolickiego Stowarzyszenia Młodzieży. Pismo porusza szeroko rozumianą tematykę społeczno-religijną (prawdy wiary, ruchy i stowarzyszenia katolickie, nauka, historia, podróże, filmy, książki, muzyka itp.). W 2006 miesięcznik został uhonorowany nagrodą im. św. Maksymiliana Kolbego, ufundowaną przez Katolickie Stowarzyszenie Dziennikarzy.